# Georg Bell
Georg Emil Bell (* 21. Juli 1898 in Laufamholz bei Nürnberg; † 3. April 1933 in Durchholzen) war ein deutscher Ingenieur und Spion. Er wurde vor allem bekannt als ein enger Mitarbeiter des langjährigen Stabschefs der SA Ernst Röhm.

## Leben und Wirken

### Früher Werdegang
Bell entstammte einer Familie des wohlhabenden Wirtschaftsbürgertums. Er wurde 1898 als Sohn der Kaufmanns Emil G. Bell († 1931/1932) und seiner Ehefrau Babette Bell, geb. Seiferth geboren. Der Vater war Direktor einer Uhrenfabrik in Laufamholz bei Nürnberg. Über den Vater besaß Bell schottische Wurzeln, dennoch gilt die – u. a. von Bell selbst verbreitete – Behauptung, dass die nachnamensgleiche britische Archäologin Gertrude Bell, die während des Ersten Weltkrieges als britische Agentin im Orient berühmt wurde, eine Tante von ihm gewesen sei, heute als widerlegt. Die englische Society of Genealogists hält allenfalls eine entfernte Verwandtschaft für möglich.
In seiner Jugend besuchte Bell die Oberrealschule in Nürnberg. Am 29. April 1916 trat Bell, zu dieser Zeit „Ingnieurpraktikant“, während des Ersten Weltkriegs, als Freiwilliger bei der Funker-Ersatzabteilung (Rekrutendepot) in München in die Bayerische Armee ein. Am 28. August 1916 wurde er zur Ersatzkompanie versetzt.
Bell selbst erklärte später, er sei während des Ersten Weltkriegs als „Kriegsberichterstatter in der Türkei“ zum Einsatz gekommen. Bells Biograph Andreas Dornheim hielt eine Verwendung als Kriegsberichterstatter – unter anderem wegen seines Alters – in seiner Studie von 1998 für sehr fraglich, erachtete es demgegenüber aber als relativ sicher, dass Bell tatsächlich in der Türkei zum Einsatz kam.
Durch inzwischen aufgefundene Stammrollen Bells ist tatsächlich erwiesen, dass Bell am 29. November 1916 mit der Ersatzfunker-Abteilung 105 „ins Feld“ zog, wobei die Rubrik „mitgemachte Gefechte“ verzeichnet, dass er von November 1916 bis Februar 1917 Kämpfe am Suez-Kanal mitmachte. Am 26. Februar 1917 wurde er zur Funker-Ersatzabteilung 1 und dann nacheinander zur 1. Funker-Ersatkompanie (4. März 1917) und zur 2. Funker-Ersatzkompanie (29. Mai 1917) versetzt, bevor er zum 1. Juni 1917 zur „[unleserlich]“ 3 versetzt wurde. Während seiner Zeit bei dieser Einheit machte er vom 15. Juni 1917 bis 11. September 1917 Stellungskämpfe zwischen Maas und Mosel mit. Am 26. November 1917 folgte die Versetzung zur 3. Funkersatzkompanie und am 6. Dezember 1917 zur Nachschub 2. Funkerersatzkompanie. Am 6. Mai 1918 kam Bell mit der Gruppenersatzfunkerstation 558 erneut an die Front. Vom 8. Juni 1918 bis 31. Juli 1918 machte er Stellungskämpfe im Artois mit. Nach Kriegsende wurde er am 7. Dezember 1918 zum Bezirkskommando Nürnberg entlassen.
Im Studienjahr 1919/1920 nahm Bell ein viersemestrigres Studium der Elektrotechnik an der Höheren Technischen Staatslehranstalt Nürnberg auf, das er am 31. Juli 1921 mit der Note „gut“ abschloss. Als Student gehörte er der schlagenden Verbindung „Bayern“ an. Zudem betätigte Bell sich während seines Studiums in rechtsgerichteten, paramilitärischen Kreisen und Wehrverbänden. So wurde er 1919 oder 1920 Mitglied des Verbandes Reichsflagge, bei dem er u. a. den späteren Stabschef der SA Ernst Röhm sowie den späteren Chef des Nachrichtendienstes der SA Karl Leon Du Moulin-Eckart kennenlernte.
Nach seinem Studium arbeitete Bell bei verschiedenen Unternehmen in Nürnberg als Elektroingenieur, unter anderem für die Zweigniederlassung Nürnberg der Siemens-Schuckert-Werke, für die Sachsenwerke und als Oberingenieur bei der Elektromaschinen AG. Um 1925 zog er nach München, wo er als Ingenieur bei der Münchener Abteilung der Berliner Maffei-Schwartzkopff-Werke tätig war. Diese Stellung gab er zum 1. Mai 1927 auf.

### Tscherwonzen-Affäre (1927 bis 1930)
Einer breiteren Öffentlichkeit wurde Bell erstmals als einer der Angeklagten im sogenannten „Tscherwonzen-Prozess“ (1928) bekannt: Hintergrund war die Tscherwonzenaffäre, ein Versuch von antisowjetisch gesinnten Exilanten und mit diesen zusammenarbeitenden Vertretern der deutschen politischen Rechten, die junge Sowjetunion im Jahr 1927 mit gefälschten Tscherwonzen (10-Rubel-Scheinen) zu überschwemmen, um so eine extreme Inflation der sowjetischen Währung und damit eine wirtschaftliche und politische Destabilisierung des Sowjet-Staates auszulösen. Zudem sollte die Tätigkeit georgischer Untergrundorganisationen in der Georgischen Sowjetrepublik, die die Wiederherstellung der Unabhängigkeit ihrer Heimat von Russland anstrebten, durch die Versorgung mit dem Falschgeld unterstützt werden. Diese Bestrebungen wurden publik, nachdem die Berliner Polizei im August 1927 die Mitteilung erhielt, dass in Berlin falsche russische Tscherwonzen in Umlauf gebracht worden seien und sie den Verbreiter derselben, den Ingenieur Leonhard Becker, einen früheren Vorgesetzten Bells, festsetzen konnte.
Die folgenden Ermittlungen führten die Behörden zu den Exilgeorgiern Schalwa Alexander Karumidze und Basilius Sadathieraschwili in München. In einer dortigen Druckerei wurden 20.000 Bogen Wasserzeichenpapier sichergestellt, aus denen 120.000 Noten Falschgeld (= 1,2 Millionen Rubel) hätten hergestellt werden sollen. Insgesamt waren 400.000 Bogen Wasserzeichenpapier bestellt worden, aus denen 800.000 bis 1.200.000 Geldscheine hätten hergestellt werden können. In den Verkehr in Russland waren zu diesem Zeitpunkt etwa 12.000 bis 13.000 gut gelungene Tscherwonzen-Noten gelangt. Die Sowjetunion versuchte anschließend, eine Verbindung zwischen diesen Aktivitäten und dem damals in Leningrad laufenden Prozess gegen den Rittmeister Schiller – der wegen konterrevolutionärer Bestrebungen vor Gericht stand – zu konstruieren, indem sie die Behauptung lancierte, Schiller habe im Auftrag der Tscherwonzenfälscher falsche Tscherwonzennoten in Russland in Umlauf gebracht. Das Auswärtige Amt in Berlin hielt das jedoch für unglaubwürdig und stufte dies als ein reines Propagandamanöver ein, durch das die Sowjets die Wahrscheinlichkeit einer Verurteilung der in Berlin angeklagten antisowjetischen Aktivisten zu erhöhen versuchen würden. Die Presse berichtete ab November 1927 über die Vorgänge, wobei zahlreiche Spekulationen und Gerüchte die Vorgänge weiter dramatisierten und so das Interesse der Öffentlichkeit für die Angelegenheit steigerten. So machte die – wohl von Bells Verteidigern ausgestreute – Behauptung die Runde, Wolfgang Stresemann, der Sohn des Außenministers, sei in die Affäre verwickelt. Liberale und linke Zeitungen mutmaßten, dass mächtige Hintermänner hinter dem ganzen Vorgang stehen würden, wobei insbesondere der Generaldirektor der Royal Dutch Shell, Henri Deterding, und der ehemalige General Max Hoffmann als Strippenzieher „identifiziert“ wurden.
Bell war durch den Kunstmaler Otto von Kursell mit dem Kreis der Tscherwonzenfälscher in Kontakt gekommen: Im April 1926 hatte er Karumdize in Kursells Münchner Atelier kennengelernt und sich bei dieser Gelegenheit mit ihm gesprächsweise über Möglichkeiten, von Deutschland aus an einer Befreiung der Kaukasusvölker vom Joch der Unterdrückung durch das Sowjetsystem mitzuwirken, ausgetauscht. Im Frühjahr 1927 traf er im Münchner Hotel Excelsior Karumidze, Sadathieraschwili und einen Druckereibesitzer. Es folgten weitere Treffen, bis Karumidze Bell anbot, ihn als politischen Agenten für das Kaukasische Komitee in Trapezunt in der Türkei unterzubringen, da die türkische Regierung auf Druck der sowjetischen Regierung den bisherigen Agenten ausgewiesen habe. Bell habe sich bereit erklärt, diesen Posten zu übernehmen. Im Mai 1927 habe er daraufhin versucht, Geldmittel für die Exil-Georgier zu beschaffen. Zusammen mit Becker konnte er schließlich den Münchener Ingenieur Max-Otto Wurmbach dafür gewinnen, ein Darlehen von 15.000 RM zur Verfügung zu stellen, musste aber als Bedingung 1000 gefälschte Tscherwonzennoten bei Wurmbach einreichen, die dieser beim Bankhaus Seuss & Strobel hinterlegte. Als Vertrauensmann fungierte hierbei der Oberleutnant Hanns Günther von Obernitz. Wurmbach gab ihm hieraufhin 3000 RM in bar und 12.000 als Kreditbrief in englischen Pfund. Bell reiste anschließend nach Sofia und dann nach Konstantinopel und Trapezunt und zurück nach Sofia. Dort soll er sich nach späteren Aussagen Karumdizes bei zahlreichen Gelegenheiten in unvorsichtiger Weise über die Fälschungsangelegenheit vor Außenstehenden geäußert haben. Insbesondere wurde ihm jedoch später Betrug und Selbstbereicherung vorgeworfen, da er entgegen seinem Versprechen an Wurmbacher, immer nur in kleinen Mengen soviel Geld von dem eingerichteten Konto abzuheben, wie er jedes Mal unbedingt brauchte, auf einen Schlag die gesamten zur Verfügung gestellten Mittel abgehoben und auf seine Reise auf den Balkan und in die Türkei mitgenommen hatte. Becker gab ebenfalls an, finanziell von Bell betrogen worden zu sein, so dass er mittellos dagestanden habe, so dass Sadathieraschwili ihm etwa 500 Tscherwonzenscheine ausgehändigt habe, um seine laufenden Kosten zu decken. Durch die Verwendung dieser Scheine durch Becker kam die Berliner Polizei vorzeitig – also bevor die Herstellung des Großteils der gefälschten Tscherwonzen überhaupt angelaufen war und erst recht bevor man diese in Verbreitung hatte bringen können – auf die Spur der Fälscher. Ebenfalls 1927 erschwindelte Bell sich einen größeren Geldbetrag, indem er dem Kaufmann Theodor Rieger vortäuschte, dass er ihm, Rieger, durch seine guten Beziehungen zu maßgeblichen bulgarischen Kreisen eine prestigeträchtige Stellung als bulgarischer Konsul verschafft habe, wofür er ein beträchtliches Honorar einstrich, mit dem er durchbrannte, bevor Rieger begriff, dass Bell ihn zum Narren gehalten hatte.
Das wegen der Tscherwonzen-Affäre eingeleitete Gerichtsverfahren endete für Bell zunächst glimpflich: Die Ferienstrafkammer I des Landgerichts I in Berlin stellte am 27. Juli 1928 gegen sieben von fünfzehn Personen, die in der Sache angeklagt worden waren, darunter Bell, das Verfahren mit Hinweis auf das Gesetz über Straffreiheit vom 13. Juli 1928 (Amnestiegesetz) ein, das einen Straferlass für aus politischen Beweggründeten begangene Straftaten festlegte. Das Landgericht bejahte demnach in dieser Instanz die Auffassung, dass die Angeklagten aus politischen Motiven gehandelt hätten. Bell hatte sich im Mai 1928 den Behörden gestellt und war vom 15. Mai bis 27. Juli 1928 in Untersuchungshaft gewesen, bevor er aufgrund des Urteils vom 27. Juli 1928 wieder auf freien Fuß gesetzt worden war. Infolge einer Urteilsbeschwerde der Berliner Staatsanwaltschaft hin wurde das Urteil vom 27. Juli 1928 am 26. September 1928 durch den 2. Strafsenat des Kammergerichts Berlin jedoch für Bell, Sadathieraschwili und einen weiteren Beschuldigten aufgehoben und die Wiederverhaftung von Sadathieraschwili und Bell angeordnet. Am 8. Oktober 1928 eröffnete das Preußische Landgericht I in Berlin auf Antrag der Staatsanwaltschaft die Hauptverfahren gegen Georg Bell und Wilhelm Schmidt. In Bells Fall konnte diese aber aufgrund von Nichtermittelbarkeit seines Aufenthaltsortes – er hielt sich bei einem Freund in Rosenheim verborgen – nicht vollzogen werden. Nachdem ihm am 31. Oktober 1928 freies Geleit zugesichert worden war, stellte er sich erneut den Behörden. Ein abermaliger Haftbefehl erging im Februar 1929. Im Mai 1929 beabsichtigte der Generalstaatsanwalt beim Landgericht I in Berlin die vorläufige Einstellung des Verfahrens zu beantragen, erhob dann stattdessen jedoch im Sommer 1929 eine Nachtrags-Anklage gegen Bell: In dieser wurde ihm zur Last gelegt, dass er nicht aus politischen, sondern vor allem aus gewinnsüchtigen Motiven gehandelt habe, weswegen die Voraussetzungen für eine Anwendbarkeit der nur für politische Vergehen geltenden Amnestie von 1928 auf seine Person nicht gegeben seien. Die politischen Pläne von Sadathieraschwili und Karumidze seien Bell gleichgültig gewesen, so der Staatsanwalt, „ihm kam es nur darauf an, Geld für sich zu erhalten.“ In noch eindeutiger Weise habe dies für den Betrugsfall Rieger gegolten, für den „politische Motive für Bell überhaupt nicht in Frage“ gekommen seien. Im Interesse der deutsch-sowjetischen Beziehungen drängte insbesondere das Auswärtige Amt gegenüber dem Preußischen Justizministerium darauf, die Täter nicht zu amnestieren.
Am 6. Januar 1930 wurde der Tscherwonzenprozess schließlich eröffnet. Zuvor hatte die zeitweise Entwendung der Prozessakten für erhebliche Verzögerungen gesorgt. In der Presse wurde spekuliert, dass diese nach England gebracht und dort fotografiert worden seien. Das Auswärtige Amt verdächtigte hingegen die Berliner Sowjetbotschaft, die Akten zeitweise an sich gebracht und abgelichtet zu haben. Am 8. Februar 1930 sprach das Schöffengericht Berlin-Moabit einen Teil der Angeklagten frei, während das Verfahren gegen die anderen (u. a. Bell, Karumidze und Sadathieraschwili) aufgrund des Amnestiegesetzes zunächst eingestellt wurde. Nachdem die Staatsanwaltschaft Berufung eingelegt hatte, kam es im Juli 1930 zur Berufungsverhandlung. Diese endete am 21. Juli 1930 damit, dass Bell, Karl Böhle, Schalwa Karumidze, Basilius Sadathieraschwili und Wilhelm Schmidt verurteilt wurden. Bell erhielt eine Geldstrafe von 300 RM. Die Hauptangeklagten Karumidze und Sadathieraschwili wurden wegen „fortgesetzten gemeinschaftlichen teils vollendeten, teils versuchten Münzverbrechens und Betruges“ und Urkundenfälschung zu Gefängnisstrafen von zwei Jahren und zehn Monaten bzw. zwei Jahren verurteilt. Die von den vier Angeklagten eingereichte Revision wurde schließlich am 14. Januar 1932 vom 2. Strafsenat des Reichsgerichts verworfen, was damit begründet wurde, dass nur „deutschpolitische Beweggründe“ im Sinne des Amnestiegesetzes für eine Straffreiheit in Frage kämen, die bei den vier Männern als nicht gegeben angesehen wurden.
Negativ wirkte sich für Bell, seinem Biographen Dornheim zufolge, allerdings weniger das Urteil im Tscherwonzen-Prozess als vielmehr der Umstand aus, dass führende Nationalsozialisten wie Alfred Rosenberg im Verlauf des Gerichtsverfahrens den Eindruck gewannen, Bell habe nicht aus politischen, sondern aus finanziellen Motiven (d. h. zwecks Selbstbereicherung) in der Tscherwonzen-Affäre gehandelt.

### Prozess Bell/Wendt
Ebenfalls von großer Bedeutung fürs Bells weiteres Leben war ein zweiter Prozess, der 1929 gegen ihn eingeleitet wurde: Am 20. Juli 1929 erließ das Amtsgericht München Haftbefehl gegen ihn wegen „eines Vergehens gegen § 6 des Gesetzes gegen den Verrat militärischer Geheimnisse vom 3. Juni 1914“. Der Haftbefehl wurde am 27. August 1929 vom Untersuchungsrichter des Bayerischen Obersten Landesgerichts bestätigt, am 15. Oktober 1929 jedoch aufgehoben, nachdem festgestellt worden war, dass keine Verdunkelungs- und Fluchtgefahr bestehe. Demzufolge wurde er an diesem Tag aus dem Gerichtsgefängnis am Neudeck in München aus der Untersuchungshaft entlassen.
Im weiteren Verlauf des Prozesses wurde auch gegen einen Karl Franz Wendt Anklage erhoben. Die Einzelheiten zum Prozess Bell/Wendt sind heute unbekannt, da die Akten des Bayerischen Obersten Landesgerichts verloren gegangen sind. Wahrscheinlich wurden diese nach 1933 vom Sicherheitsdienst der SS beschlagnahmt. Aufzeichnungen eines Freundes zufolge hatte Bell sich bei dem Versuch, einen französischen Spion zu enttarnen, so ungeschickt angestellt, dass er wegen Verrats militärischer Geheimnisse angeklagt wurde. Die Hauptverhandlung fand im Dezember 1929 statt und endete mit der Verurteilung Bells wegen Verrats militärischer Geheimnisse, so dass er fortan – zumal aufgrund eines als ehrenrührig geltenden Deliktes – als vorbestraft galt. Im Anschluss an diesen Prozess erwog Bell, der nach den Maßstäben dieser Zeit als ein mit einem Makel behafteter Mann galt, sich das Leben zu nehmen. Zudem hatte er große Schwierigkeiten, eine Arbeitsstelle zu finden, so dass er fortan ein Auskommen als „gehobener Garagenwärter“ fristete. In anonymen Veröffentlichungen wurde er zu dieser Zeit, vor allem von kommunistischer Seite, als „Aufschneider, Erpresser und Waffenschieber […] [sowie als einer] der größten und hinterlistigsten Spitzel, Spione und Provokateure“ angegriffen.
1929 lernte Georg Bell Hildegard Huber (* 1905) kennen, mit der er sich zu Ostern 1931 verlobte.

### Tätigkeit für Ernst Röhm (1931 bis 1932)
Im November 1930 begegnete Bell den kurz zuvor aus Bolivien – wo er von 1928 bis 1930 als Militäinstrukteur gearbeitet hatte – zurückgekehrten ehemaligen Offizier Ernst Röhm, den er aus seiner Zeit bei der Reichsflagge in den Jahren 1919 bis 1923 kannte, anschließend aber lange Jahre nicht gesehen hatte, zufällig vor der Herzog-Garage in München. In der Folgezeit trafen Bell und Röhm, der zum Jahresbeginn 1931 auf Ersuchen Adolf Hitlers den Posten des Stabschefs der Sturmabteilung (SA), der paramilitärischen Kampforganisation der NSDAP übernahm, sich wiederholt und frischten ihre alte Beziehung auf. Dies mündete schließlich in eine Einstellung Bells als persönlichen Agenten Röhms. Seine Hauptaufgabe war es zunächst, „Reisen zu in- und ausländischen politischen Persönlichkeiten“ zu unternehmen und bei diesen für die NS-Bewegung und insbesondere für die SA zu werben bzw. dem schlechten Ruf derselben durch korrigierende „Aufklärungsarbeit“ entgegenzuarbeiten. Zu diesem Zweck sollte er seine bereits aus früheren Zeiten bestehenden Verbindungen und Beziehungen Röhm zur Verfügung stellen bzw. in dessen Sinn einsetzen.
Am 21. April 1931 wurde Bells Stellung bei Röhm durch einen Vertrag formalisiert, in dem Bell sich verpflichtete, jede selbständige und eigene politische Tätigkeit aufzugeben und stattdessen die gesamten politischen und persönlichen Aufträge Röhms zu erledigen, wofür er ein monatliches Fixum von 350 RM erhielt. Im Gegenzug erhielt er zunächst drei große Aufträge, nämlich: 1. Aufstellung und Ausbau eines großen Nachrichtendienstes der SA im In- und Ausland (als Büro diente Du Moulins Wohnung am Hohenzollernplatz 1 in München, in die Bell einzog); 2. Errichtung einer eigenen Pressestelle für die SA mit Einführung einer eigenen Zeitung; 3. Errichtung einer Propagandastelle für Röhm persönlich und die SA im Ausland und Inland. Den Rahmen für Bells Verhandlungen im Ausland bildete ein neunseitiges Exposé Röhms über die außenpolitische Zielsetzung der NSDAP, das ihm am 22. April 1931 ausgehändigt wurde. Den Charakter ihrer Zusammenarbeit soll Röhm Bell zuvor, nach dessen eigenen Aufzeichnungen, mit den Worten beschrieben haben:

„Es muss Ihnen klar sein dass wir damit auf Gedeih und Verderben zusammenhalten müssen und dass diese Zusammenarbeit auf Lebensdauer gilt. Er betonte, dass ich mit ihm stehe und falle. Diese Vereinbarung wurde durch feierliche Handschlag dann bekräftigt und mit einem Ehrenwort besiegelt.“

Den Großteil des Jahres 1931 verbrachte Bell mit der Ausführung der oben skizzierten Aufträge Röhms, wobei er zahlreiche Reisen ins Ausland unternahm. Seine Aufgabe als Mitarbeiter Röhms brachte er damals auf die Formel, dass er Röhm „über die politische Lage, politische Faktoren und politische Vorgänge in Deutschland unterrichten“ sollte. Sein offizieller Eintritt in die NSDAP – in der er der Ortsgruppe Endorf angehörte (Mitgliedsnummer 290.055) – folgte im Herbst 1931. Zu dieser Zeit soll er auch Hitler im September 1931 die Meldung vom Suizid seiner Nichte Geli Raubal überbracht und ihn aus Nürnberg nach München zurückgeholt haben.

### Angebliche Attentatspläne auf Adolf Hitler (1931/1932)
Einem in der Fachforschung umstrittenen Dokument zufolge – einem angeblich von dem Röhm-Vertrauten Martin Schätzl stammenden Zeugnis aus den 1930er Jahren, das 1948 anlässlich des Prozesses um die Ermordung Bells anonym an das Landgericht Traunstein geschickt wurde – gehörte Bell 1931/1932 einer siebenköpfigen Gruppe „in der engsten Umgebung Röhms“ an, welche damals hinter dem Rücken Röhms „ernsthaft“ eine Ermordung Adolf Hitlers erwog. Hintergrund dieses Plans war angeblich die Auffassung der Angehörigen dieser Gruppe, dass Hitlers Strategie zur Übernahme der politischen Macht im Deutschen Reich durch die NS-Bewegung verfehlt sei. Hitlers politische Konzeption sah seit 1924/1925 vor, dass die NSDAP nach dem Scheitern des Hitler-Putsches von 1923 von erneuten gewaltsamen Umsturzversuchen grundsätzlich strikt abzusehen habe und sich stattdessen auf eine streng (formal) legale Vorgehensweise zur Erlangung der Staatsmacht, als der ausschließlich zu verfolgenden Methode, zu konzentrieren habe, indem sie durch Siege bei demokratischen Wahlen auf der Grundlage ihrer Stärke im Parlament und ihres Rückhaltes in der Bevölkerung den Reichspräsidenten davon überzeugen würde, ihr die Führung der Regierung freiwillig zu übertragen.
Im Gegensatz dazu war die Gruppe, der Bell angeblich angehörte, laut dem „Schätzl-Dokument“ überzeugt, dass Hitlers Plan nicht aufgehen würde, da der Reichspräsident und dessen Anhänger trotz überwältigender Wahlerfolge der NSDAP niemals dazu bereit sein würden, der NSDAP die Führung der Regierung freiwillig zu übertragen, und somit die NS-Bewegung, um ans Ziel (die Kontrolle des Staates) zu gelangen, erneut einen gewaltsamen Umsturzversuch unternehmen müsse, weil sie sich andernfalls zu Tode siegen würde, ohne etwas zu erreichen, und infolgedessen langfristig wieder zerfallen würde. Hitler stand solchen Plänen mit seinem Beharren auf einen legalen Kurs im Weg und sollte deshalb nach Auffassung dieser Männer durch ein Attentat beseitigt werden. Nach dem „Schätzl-Dokument“ gehörten zu dieser Verschwörergruppe „Ingenieur Bell, Standartenführer Uhl, Brigadeführer Schmid, Leutnant Heines und drei andere Personen.“ Weiter soll unter den Mitgliedern dieser Gruppe „bereits das Los gezogen worden“ sein, „wer Hitler ermorden soll“, wobei das Los auf „Standartenführer Uhl gefallen“ sei, „der auch fest zur Tat entschlossen“ gewesen sei. Bell habe aber nachträglich, nach seinem Besuch in dem Pilgerort Konnersreuth, Gewissensbisse bekommen „und wollte nicht mehr mittun“. Nachdem Hitler entgegen den Erwartungen der Gruppe es schließlich doch geschafft habe, mit seinem Legalitätskurs an die Macht zu gelangen, hätten auch die restlichen Verschwörer ihre Pläne stillschweigend verworfen.
Während Andreas Dornheim die Angaben des Schätzl-Dokuments in seiner Studie zu Leben und Ermordung Bells sowie Hans Günther Richardi und Martin Schumacher in ihrer Arbeit über Röhm angebliche Pläne für ein „Reich ohne Hitler“ als wahrscheinlich wahrheitsgemäß bewerten, nimmt Eleanor Hancock in ihrer Röhm-Biographie eine skeptische Haltung dieser Quelle gegenüber ein, weswegen sie, wie sie in einer Betrachtung im Anhang erklärt, darauf verzichtet hat, sich auf diese zu stützen.

### Ausscheiden aus der NSDAP
Im Frühjahr 1932 kam es zum Bruch Georg Bells mit Röhm und dem Nationalsozialismus: Anlass war ein Attentatsplan, den eine Gruppe in der Reichsleitung der NSDAP um Walter Buch, den Chef des Obersten Parteigerichtes der NSDAP, gegen Röhms engste Mitarbeiter (wenn auch vorläufig nicht gegen diesen selbst) schmiedete. Hintergrund war, dass die Mitglieder dieser Gruppe als selbsternannte Wächter über die Sauberkeit der NS-Bewegung den Einfluss von Röhms engsten Mitarbeitern – über die sie zu vernichtenden Urteilen gelangt waren – auf den Stabschef der SA und damit auf die Führung der SA als ganzes durch die physische Beseitigung dieser Männer ausschalten wollten. Sie sahen im Einfluss dieser Männer auf Röhm (und damit auf den Kurs der von ihm dirigierten Parteiarmee) eine erhebliche Gefährdung des Ansehens sowie der Erfolgschancen der NSDAP an den Wahlurnen. Als fatale, unbedingt auszuschaltende Persönlichkeiten in Röhms Entourage bewerteten Buch und seine Vertrauten konkret drei Männer: Du Moulin-Eckart (Röhms Adjutanten), Julius Uhl (den Chef von Röhms Stabswache) sowie Bell.
Nachdem der Plan gefasst war, diese „Unheilsfiguren“ zu beseitigen, beauftragte Buch seinen Freund Emil Danzeisen mit der Organisation und Durchführung eines Attentates auf die drei Männer. Das Vorhaben flog jedoch auf, als einer der als Attentäter ins Auge gefassten Männer, ein Ingenieur namens Karl Horn, Gewissensbisse bekam und Du Moulin-Eckart in seinem Büro aufsuchte und ihn über die Mordpläne Buchs gegen ihn, Bell und Uhl ins Bild setzte. Kurz danach wurde die sozialdemokratische Zeitung Münchener Post über die Angelegenheit von einer nicht mit letzter Sicherheit identifizierten Person – Hitler vermutete später, dass Du Moulin-Eckart selbst dies gewesen sei – informiert. Sie ließ es sich nicht nehmen, die parteiinternen Mordpläne von hohen NS-Funktionären gegen andere hohe NS-Funktionäre genüsslich in sensationellen Artikeln der Öffentlichkeit zu präsentieren. So erfuhren die Zeitungsleser im April von einem „Mordkomplott im Braunen Haus“, während die Gruppe um Danzeisen der Öffentlichkeit als „Zelle G“, als parteiinterne Femeabteilung der NSDAP, vorgestellt wurde. Der Schatzmeister der NSDAP, Franz Xaver Schwarz, und der stellvertretende Organisationsleiter, Paul Schulz, denen ebenfalls Beteiligung an den Attentatsplänen vorgeworfen wurde, klagten anschließend – erfolgreich – gegen die Münchener Post. Danzeisen wurde wegen Vorbereitung von mehreren Morden zu einer sechsmonatigen Haftstrafe verurteilt, Horn wegen tätiger Reue freigesprochen.
Die sich aus diesem Vorgang ergebenden internen Auseinandersetzungen zwischen der Gruppe um Röhm und der Gruppe um Buch endeten schließlich mit einem Machtwort Hitlers, der weiterhin zu Röhm hielt, aber zugleich die Entfernung von Du Moulin-Eckart aus der NSDAP-Zentrale forderte. Im Zuge der nachfolgenden Umorganisation von Röhms Stab distanzierte der Stabschef sich auch allmählich von Bell. Eine Entfremdung zwischen beiden war bereits einige Wochen zuvor aufgrund der heftigen Kritik Bells an der Art und Weise, wie Du Moulin-Eckart den Nachrichtendienst der SA organisatorisch aufgezogen hatte – die Bell für dilettantisch hielt – eingeleitet worden. Eine letzte persönliche Begegnung Bells und Röhms fand am 19. April 1932 statt. Das kurz zuvor im April 1932 von der Regierung Brüning erlassene Verbot der SA (das bis Juli 1932 andauerte) führte zudem dazu, dass Röhms Etat massiv beschnitten wurde, so dass auch keine materielle Grundlage für die Finanzierung von Bells Tätigkeit mehr bestand. All dies führte dazu, dass Röhm sich recht abrupt von Bell abwandte. Bells Biographen Richardi und Schumacher geben hierzu an, dass Röhm dies zudem in einer brüskierenden Weise getan habe, „ohne Bell über die Gründe seiner Haltung zu unterrichten“, was diesen „verletzt“ habe.
Aus Kränkung über die Behandlung durch Röhm, aber auch aus Entsetzen über die Zustände im Führungszirkel der NSDAP, die ihm während seiner Tätigkeit für Röhm bekannt geworden waren, trat Bell im Sommer 1932 in eine scharfe Oppositionsstellung gegen die NSDAP. Aus diesem Grund trat Bell zu dieser Zeit in enge Beziehung mit dem Münchener Journalisten Fritz Gerlich, dem Herausgeber und Chefredakteur der Zeitung Der Gerade Weg, einem überzeugten NS-Gegner. Dessen publizistischen Feldzug gegen die NSDAP unterstützte er in der zweiten Jahreshälfte 1932 und im Frühjahr 1933 nachdrücklich, indem er diesem Insider-Informationen über die NS-Führung und ihre Aktivitäten und Pläne, die ihm während seiner Zeit bei Röhm bekannt geworden waren, zur Verfügung stellte und außerdem damit begann, sich in politischen Nachrichtenhändlerkreisen anstatt als Agent der NSDAP/SA als Agent des NS-Gegners Gerlich zu betätigen und in diesen Zirkeln Informationen zu sammeln, die Gerlich in seiner Betätigung gegen die NSDAP nützlich sein konnten. Er vollzog also eine 180-Grad-Wende vom Agenten für die NS-Bewegung zu einem gegen die den Nationalsozialismus arbeitenden Agenten.
Am 8. Oktober 1932 erklärte Bell schließlich öffentlich seinen Austritt aus der NSDAP: In einem offenen Brief, den er verschiedenen Zeitungsredaktionen zukommen ließ, begründete er dies u. a. mit dem zerrütteten Vertrauensverhältnis zwischen ihm und Röhm sowie mit Differenzen zwischen ihm und dem Chef des SA-Nachrichtendienstes Du Moulin-Eckart bezüglich der zweckmäßigen Organisation eines Nachrichtendiensts. Zudem deutete er an, dass sein Verhältnis zu Röhm durch dessen Homosexualität belastet worden sei und dass er Röhm darauf aufmerksam habe machen müssen, dass er nicht auch homosexuell sei. An Adolf Hitlers Adresse richtete er in Anspielung auf den kurz zuvor durch die in der sozialdemokratischen Presse erfolgte Veröffentlichung der sogenannten Heimsoth-Briefe (einige Briefe Röhms an den Nervenarzt Karl-Günther Heimsoth aus den Jahren 1929 und 1930, in denen er sich in einer für die damalige Zeit unverblümten Weise zu seiner Homosexualität bekannte) ausgelösten Skandal um die homosexuelle Veranlagung Ernst Röhms und einiger seiner Mitarbeiter, die Breitseite: „Wie könnte Hitler Deutschland retten, wenn er nicht einmal in seinem eigenen Haus Ordnung und Sauberkeit schaffen kann?“

### Flucht ins Ausland und Ermordung
Zum Zeitpunkt des Regierungsantritts der Nationalsozialisten nahm Bell sofort einen prominenten Platz auf den „schwarzen Listen“ der neuen Machthaber ein. Grund hierfür waren zum einen seine Zusammenarbeit mit der katholischen Presse im Jahr 1932 – insbesondere mit der programmatisch antinazistischen Zeitung Der Gerade Weg des Münchener Journalisten Fritz Gerlich – und seine intimen Kenntnisse über delikate Interna der NS-Führung und insbesondere des Kreises um Ernst Röhm. Als die Redaktion des Geraden Wegs im März 1933 von der SA besetzt wurde, wobei Gerlich und andere in Haft genommen wurden, konnte Bell durch ein waghalsiges Manöver fliehen: Er entkam über das Dach. Von Röhm ausgeschickte SA-Kommandos suchten anschließend wiederholt das Haus von Bells Verlobten in Krottenmühl am Simssee auf, wo sie Hausdurchsuchungen vornahmen und – nachdem sie Bell dort nicht antrafen – seine Verlobte und ihre Mutter in Schutzhaft nahmen, um ein Druckmittel gegen ihn in die Hand zu bekommen. Bell setzte sich zu dieser Zeit unter nicht ganz geklärten Umständen ins Ausland ab. Den Lebenserinnerungen von Hans von Lehndorff zufolge wurde er im März 1933 bei dem konservativen Privatgelehrten und NS-Gegner Carl von Jordans mit der Bitte vorstellig, ihm zur Flucht ins Ausland zu verhelfen, worauf Jordans einging.
Bell ging nach dem geglückten Überschreiten der Grenze nach Österreich, wo er seine Spur durch mehrfachen Wechsel seines Aufenthaltsortes zu verwischen versuchte. In den folgenden Wochen versuchte er durch das Anknüpfen neuer Beziehungen aus der Sackgasse, in der er sich befand, herauszukommen. So traf er u. a. zwischen dem 10. und 26. März 1933 an der Voralbergischen/Schweizerischen Grenze – wahrscheinlich am 25. März 1933 in Romanshorn – mit dem Leiter des Pressedienstes der KPD und der Jugendinternationale, Willi Münzenberg, zusammen, dem er Mitteilungen machte, die dieser später im Braunbuch über Reichstagsbrand und Hitlerterror verarbeitete. So verbreiteten die Kommunisten in der ersten Ausgabe dieses Werkes das Gerücht, Bell habe zum Zeitpunkt des Reichstagsbrandes am Abend des 27. Februar 1933 noch mit den Nationalsozialisten unter einer Decke gesteckt und als Mitwisser der bevorstehenden Brandstiftung im Reichstagsgebäude an der propagandistischen Inszenierung dieses Vorgangs mitgewirkt, indem er im Auftrag der NS-Führung an diesem Abend verschiedene ausländische Pressevertreter telefonisch informiert habe, dass der Reichstag brenne und dass die Kommunisten hierfür verantwortlich seien. Wegen eines Abstimmungsirrtums habe er diese Anrufe jedoch zu einem Zeitpunkt getätigt, als der Brand noch gar nicht ausgebrochen gewesen sei („Ein kleiner Regiefehler; er hätte eine halbe Stunde später telefonieren müssen.“). Tatsächlich hielt Bell sich jedoch am 27. Februar 1933 nicht in Berlin, sondern in München auf.
Anfang April 1933 gelang es den Nationalsozialisten schließlich, Bell in dem Gasthof Blattlwirt bei Durchholzen bei Kufstein aufzuspüren. Am 3. April 1933 wurde er dort von einem Einsatzkommando aus Angehörigen der Bayerischen Politischen Polizei, der SA und der SS aufgesucht. In Verhandlungen mit zwei Angehörigen des Einsatzkommandos in seinem Zimmer erklärte er sich schließlich bereit, dieses zurück nach Deutschland zu begleiten. Noch während er sich reisefertig machen konnte, wurde er getötet von einem weiteren Angehörigen des Kommandos, der überraschend in sein Zimmer eintrat und ihn niederschoss. Dem Bericht des untersuchenden Gerichtsmediziners zufolge erlitt er fünf Schussverletzungen im Rücken (vier Steckschüsse und einen Durchschuss), wobei einer, der die Aorta durchschlug, tödlich war (von den übrigen trafen je zwei das Herz und zwei die Lunge). Andreas Dornheim tendiert in seiner Studie zu Politik und Tod von Bell zu der These, dass Uhl die tödlichen Schüsse auf Bell abgegeben habe: Uhl habe sich, als er von der beabsichtigten Rückführung Bells nach Deutschland erfahren habe, dem Verhaftungskommando unauffällig und scheinbar ohne irgendwelche Hintergedanken angeschlossen, um ebendies durch eine Ermordung Bells zu verhindern. Dies aus der Furcht heraus, dass Bell nach einer Rückkehr nach München gegenüber Röhm oder gegenüber der Politischen Polizei, „in einem Reueanfall […] von der Verschwörung zur Ermordung Hitlers“ informieren würde, was ihn, Uhl, potentiell den Kopf kosten konnte. Um diese Gefahr für sich und die anderen sechs Mitwisser aus der Welt zu schaffen, habe Uhl Bell erschossen. Die von anderer Seite geäußerte Vermutung, dass Reinhard Heydrich für den Mord (als Auftraggeber) verantwortlich gewesen sei, hält Dornheim indessen für äußerst unwahrscheinlich, da Heydrich vielmehr Interesse an einer Vernehmung Bells gehabt habe, um durch ihn wertvolle Informationen über den SA-Chef Röhm zu erhalten. Dementsprechend sei eine Tötung Bells aus Heydrichs Sicht (zumindest vorerst) nicht erstrebenswert gewesen. Richardi und Schumacher vertreten in ihrem Buch Geheimakte Gerlich/Bell dieselbe Auffassung und argumentieren, dass Heydrich Bell lebend hätte haben wollen, um durch ihn auch Röhm in die Hand zu bekommen, während Uhl das Ziel gehabt habe zu verhindern, dass Bell zum Sprechen gebracht würde. Materiell stützen sowohl Dornheim als auch Richardi/Schumann sich auf Aussagen von Zeugen erster und zweiter Hand, die eine Täterschaft Uhls bekundeten: So gab der zu dem nach Durchholzen geschickten Kommando gehörende Kuchler an, dies aus eigenem Miterleben zu wissen, während ein gewisser Hans Rauscher mitteilte, dass Röhms Adjutant Hans Erwin von Spreti-Weilbach ihm seinerzeit Uhl als Täter genannt habe. Der ebenfalls zum Kommando in Durchholzen gehörende Erich Sparmann erklärte desgleichen, dass ihm am Tag nach Bells Tod im Braunen Haus der Name Uhl als der des Schützen genannt worden sei. Einige Quellen behaupten, dass Uhls Alleingang – dessen Hintergründe man freilich nicht durchblickte – die NS-Führung derart verärgerte, dass der Parteirichter Buch 1933 ein Untersuchungsverfahren gegen Bell eingeleitet habe, dessen Ergebnisse mit dazu beitrugen, Röhms Umfeld in den Augen Hitlers und der Parteiführung weiter zu diskreditieren, was mit ein Grund für die Entscheidung Hitlers und der Parteiführer im Jahr 1934, die SA-Führung zu entmachten war.
Richardi und Schumann fassten die Motive, die ihrer Auffassung nach Uhl zu seinem Handeln bestimmten, wie folgt zusammen:

„Mit dem tödlichen Ausgang ihres Unternehmens, das zunächst allein der Festnahme Bells galt, hatten die Verfolger wohl nicht gerechnet – mit Ausnahme von Uhl, der für seine Tat einen triftigen Grund hatte. Er griff zur Waffe, nachdem er im Hausflur des Gasthauses erfahren hatte, dass Bell bereit war, sich in die Hand der Bayerischen Politischen Polizei zu begeben. Damit musste er befürchten, dass Heydrich in der Münchener Polizeidirektion aus dem Munde Bells von der Bereitschaft des SA-Sturmbannführers erfuhr, einen Anschlag auf Hitler zu verüben. So entschloss er sich, Bell, der sich weigerte mit der SA, also mit ihm, zu fahren, noch in Durchholzen an Ort und Stelle zu liquidieren und nicht erst, wie vorgesehen, unterwegs auf der Autofahrt.“

Die Angehörigen des Kommandos, das Bell in Durchholzen aufsuchte, flohen sofort nach seiner Erschießung mit ihren Kraftwagen im Eiltempo zurück über die deutsche Grenze, um sich der anrückenden österreichischen Polizei zu entziehen. Bei ihrer Flucht durchbrachen sie den geschlossenen Schlagbaum am Grenzübergang Oberaudorf und zogen das Feuer eines deutschen Grenzpostens auf sich.
1947 leitete die Staatsanwaltschaft Traunstein Ermittlungen wegen der Ermordung Bells ein: Diese richteten sich gegen die SS-Angehörigen Ludwig Kuchler und Erich Sparmann, die dem Kommando, das Bell in Durchholzen aufsuchte, angehört hatten. Beide erklärten, an der Tötung nicht mitgewirkt und auch vorher nichts von Absichten, Bell zu töten, gewusst zu haben: In dem anschließenden Prozess (sogenannter „Kuchler-Prozess“) wurde Kuchler zu einer Zuchthausstrafe von sieben Jahren verurteilt, während das Verfahren gegen Sparmann eingestellt wurde, da ihn der Augenzeuge Josef Hell entlastete und aussagte, dass Sparmann sich nichtsahnend mit Bell in dessen Zimmer unterhalten habe, als der Todesschütze den Raum betrat. Weil aber auch Kuchler die Tat nicht nachzuweisen war, änderte das Oberlandesgericht München das Urteil des Landgerichts Traunstein am 7. Dezember 1948 dahingehend ab, dass beide Angeklagte, Sparmann und Kuchler wegen „eines in Mittäterschaft begangenen Verbrechens der Freiheitsberaubung mit Todesfolge“ für schuldig befunden wurden. Nach Rückverweisung des Verfahrens an das Landgericht Traunstein wurden beide Angeklagte am 30. März 1949 zu drei Jahren Gefängnis verurteilt.
Nach Angaben des Historikers Bernd-Ulrich Hergemöller kam der Auftrag zur Ermordung von Bell durch den Parteirichter der NSDAP Walter Buch, der zugleich Schwiegervater von Martin Bormann war. Danach befürchtete Buch, dass Bell als Mitwisser über die sexuellen Interna der SA und als potentieller Erpresser zu gefährlich war.

## Nachwirken
Die kommunistische Propaganda um Münzenberg stilisierte Bell postum zu einem nationalsozialistischen Superagenten, einem Typus des „faschistischen Abenteurers“, der „Spion, Waffenschieber, Erpresser, Nationalheld in einer Person“ gewesen sei.

## Überlieferung
Im Staatsarchiv München befindet sich eine Akte mit Unterlagen der Staatsanwaltschaft München zu Bells Ermordung (STAW 28791/34).